# Praça do Jardim Vista Alegre
A Praça do Jardim Vista Alegre, oficialmente Praça Deputado Pedro Fernandes, é uma praça situada no bairro de Vista Alegre, na Zona Norte da cidade do Rio de Janeiro. Localiza-se no quarteirão formado pelas seguintes ruas e avenidas: Avenida São Félix, Rua Ponta Porã, Rua Paratinga e Rua Walter Seder.
A praça é constituída, dentre outras coisas, por espaços verdes, campo de futebol, quadra poliesportiva, espaço infantil e academia da terceira idade. O nome Praça Deputado Pedro Fernandes é uma homenagem ao ex-deputado estadual fluminense Pedro Fernandes, falecido em 2005.